# Amöneburg
Amöneburg is een gemeente in de Duitse deelstaat Hessen, gelegen in de Landkreis Marburg-Biedenkopf. De stad telt 4.980 inwoners.

## Stadsindeling
De gemeente bestaat uit het gelijknamige stadje, en vier omliggende dorpen, te weten:
- Amöneburg (1.517 inwoners)
- Erfurtshausen (602 inwoners)
- Mardorf (1.587 inwoners)
- Roßdorf (1.332 inwoners)
- Rüdigheim (643 inwoners)

Aantal inwoners: peildatum 30 juni 2010. Bron: door de Duitse Wikipedia geraadpleegd historisch archiefmateriaal. Nadien is het aantal inwoners niet meer per stadsdeel uitgesplitst bijgehouden.

## Geografie
Amöneburg heeft een oppervlakte van 43,95 km² en ligt in het centrum van Duitsland, iets ten westen van het geografisch middelpunt. De gemeente ligt aan de Ohm. De dichtstbijzijnde hoofdverkeersweg is de Bundesstraße 62. Amöneburg heeft geen treinstation; het dichtstbijzijnde station staat te Kirchhain.

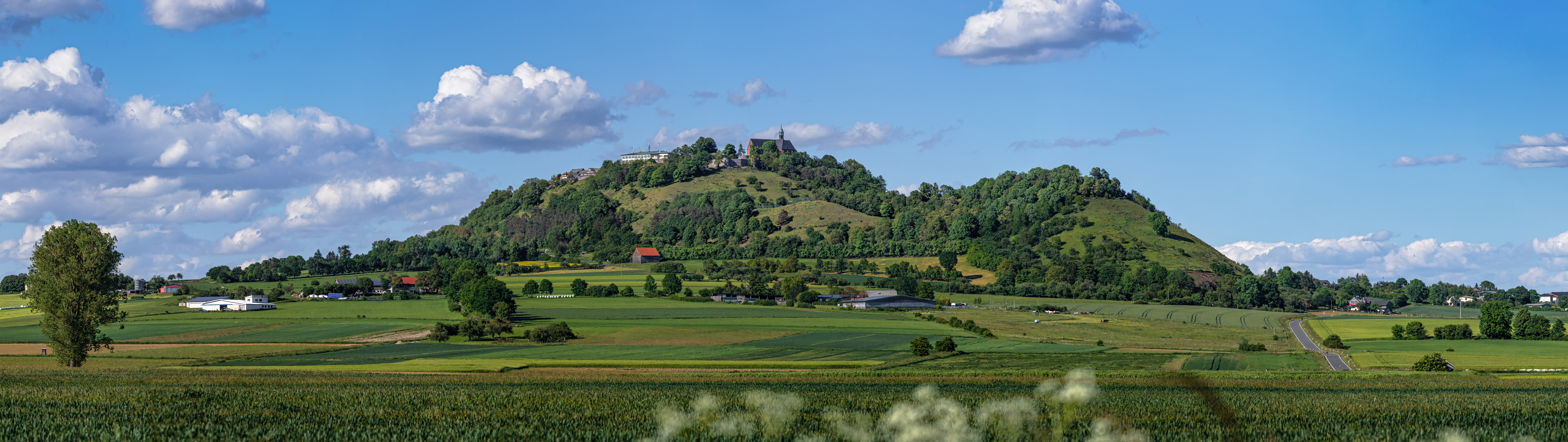
Panorama westzijde

Amöneburg is een schilderachtig, klein stadje gelegen op een heuvel, die miljoenen jaren geleden een vulkaankegel was.

## Geschiedenis
In 721 verrichtte de missionaris Bonifatius van hier uit missiewerk om de hier wonende heidenen tot het christendom te bekeren.
In de Dertigjarige Oorlog (1618-1648) hadden stadje en streek veel te lijden en werden meermalen veroverd en bezet door troepen van beide strijdende partijen.
In de Zevenjarige Oorlog vond bij de Brücker Molen op 21 september 1762 een grote veldslag plaats.

## Bezienswaardigheden

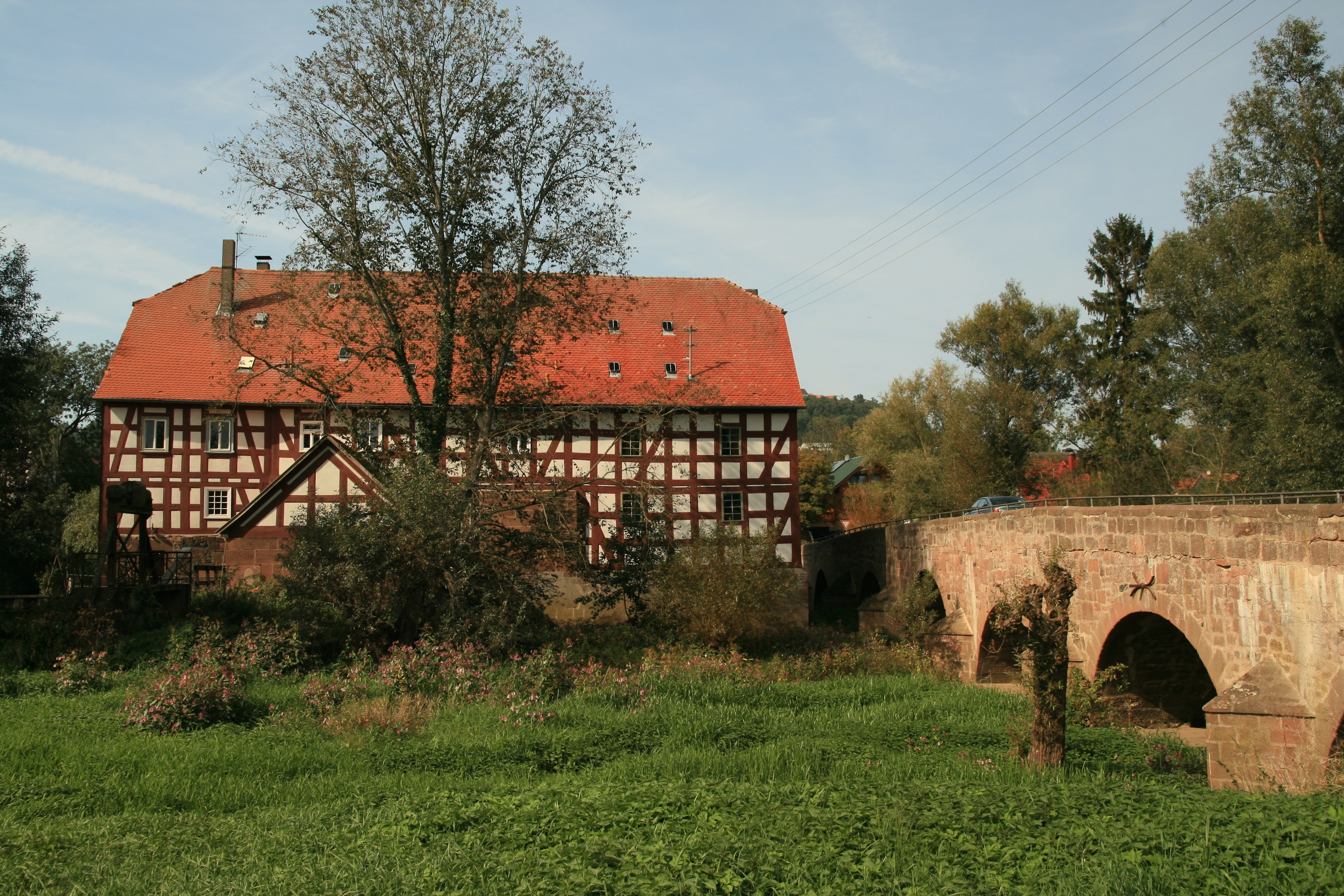
Watermolen Brücker Mühle ten zuidoosten van het stadje
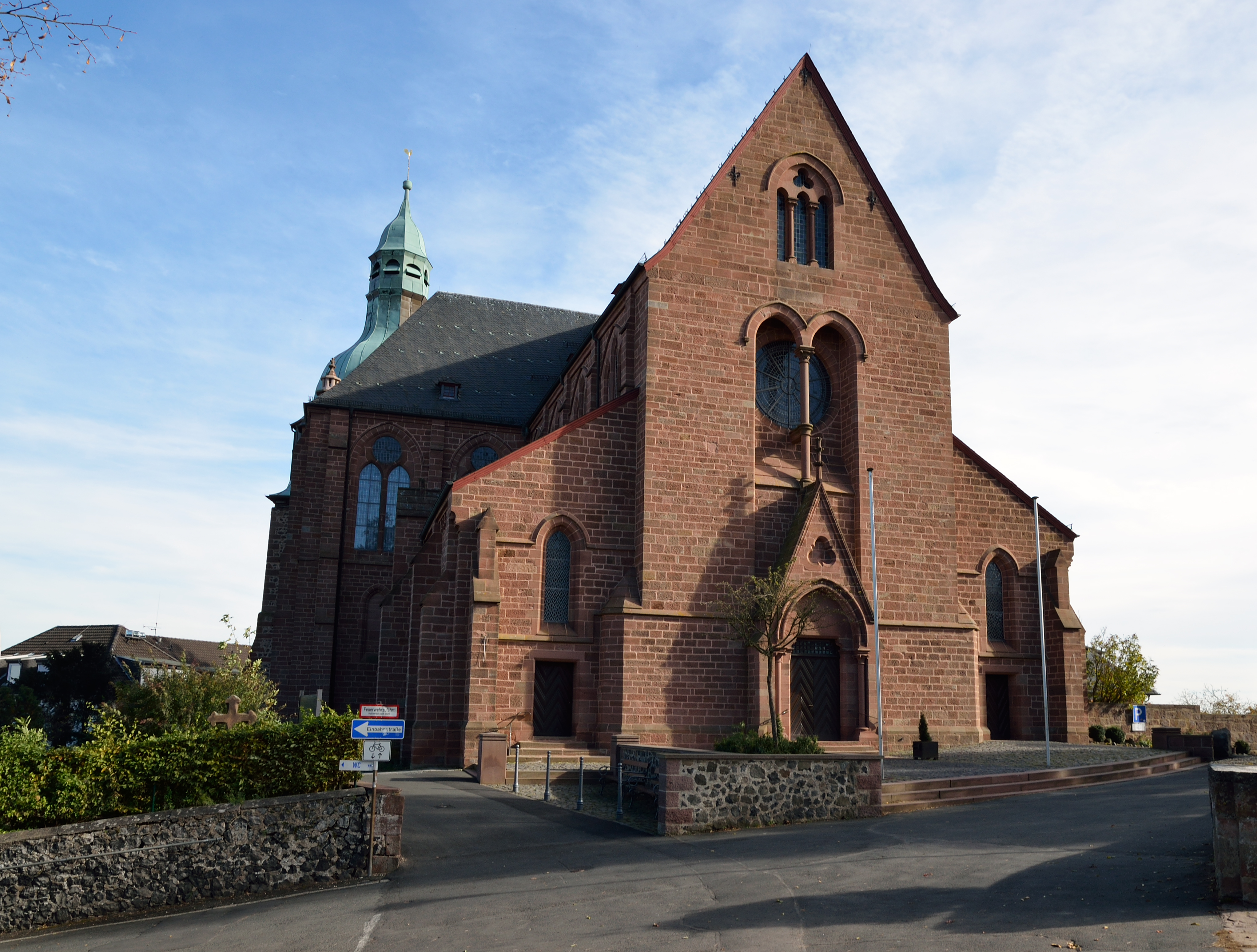
R.K. Johannes-de-Doperkerk, Amöneburg (1871)

Amöneburg ·
Angelburg ·
Bad Endbach ·
Biedenkopf ·
Breidenbach ·
Cölbe ·
Dautphetal ·
Ebsdorfergrund ·
Fronhausen ·
Gladenbach ·
Kirchhain ·
Lahntal ·
Lohra ·
Marburg ·
Münchhausen ·
Neustadt (Hessen) ·
Rauschenberg ·
Stadtallendorf ·
Steffenberg ·
Weimar (Lahn) ·
Wetter (Hessen) ·
Wohratal